# نولينة أسلية
نولينة أسلية (الاسم العلمي:Nolina juncea) هي نوع من النباتات تتبع جنس النولينة من الفصيلة الهليونية.